# Jocelyn Quivrin

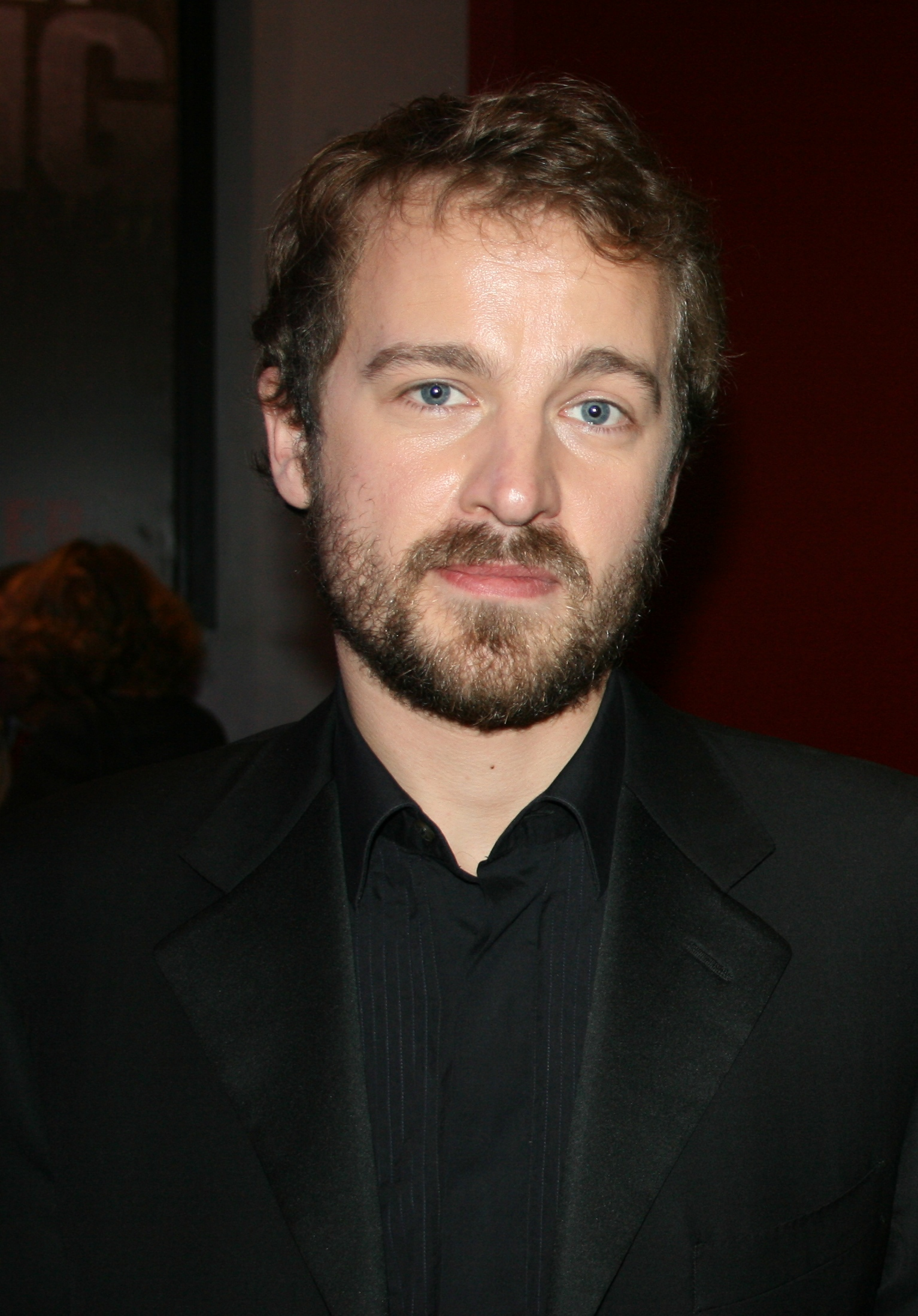
Jocelyn Quivrin bei der Premiere seines Films Notre univers impitoyable in Paris, Februar 2008

Jocelyn Quivrin (* 14. Februar 1979 in Dijon; † 15. November 2009 in Saint-Cloud) war ein französischer Schauspieler. Zwischen 1990 und 2009 spielte er in mehr als 50 Film- und Fernsehproduktionen.

## Leben

### Ausbildung und Erfolg als Schauspieler
Der Sohn eines Rettungsassistenten des französischen SAMU absolvierte bereits Anfang der 1990er Jahre Gastauftritte in französischen Fernsehserien. Sein Spielfilmdebüt gab Quivrin 1993 im Alter von 13 Jahren in der Rolle des Duc d'Anjou in Roger Planchons Kostümdrama Die Kindheit des Sonnenkönigs, was ihm seinen ersten Agenten einbrachte. Daraufhin war er regelmäßig in französischen Film- und Fernsehproduktionen zu sehen, häufig in Kostümdramen wie Planchons Toulouse-Lautrec (1998), Daniel Vignes Fernsehmehrteiler L'enfant des Lumières (2002) mit Nathalie Baye, Laurent Boutonnats Jacquou le croquant oder Jean de La Fontaine – Le défi (beide 2007), in der er den jungen Ludwig XIV. verkörperte. Der junge Schauspieler mit der hohen Stirn und den blauen Augen besuchte öffentliche und private Schulen in Paris und nahm Filmkurse am Lycee Hector-Berlioz in Vincennes. Eine universitäre Filmausbildung nach dem Abitur in Nanterre gab Quivrin jedoch bald auf. Er besuchte zudem einige Monate die Schule des Théâtre des Enfants Terribles und nahm weitere Theaterkurse, sah sich aber trotz dessen als Autodidakt an.
Einem breiten französischen Publikum wurde Quivrin 2001 durch Alain Tasmas Fernsehmehrteiler Rastignac ou les ambitieux bekannt, in dem er erfolgreich in die Rolle der gleichnamigen Figur Honoré de Balzacs schlüpfte. Die französische Tageszeitung Le Monde lobte den jungen Schauspieler daraufhin als „Offenbarung“, Le Figaro als „sehr lebendig“ und Quivrins Leistung in der France-2-Produktion wurde mit dem Darstellerpreis des Fernsehfestivals von Luchon preisgekrönt. Ebenfalls war der Schauspieler mit Kleinstrollen in den Oscar-prämierten Filmen Elizabeth (1998) und Syriana (2005) auch im internationalen Kino vertreten. Den Durchbruch als Filmschauspieler ebnete ihm 2008 Jan Kounens 39,90, in dem er als ausgeflippter Werbefachmann an der Seite von Jean Dujardin sein komödiantisches Talent ausspielen konnte. Die Verfilmung des gleichnamigen Romans von Frédéric Beigbeder brachte ihm zahlreiche Nachwuchsdarstellerpreise in Frankreich ein, darunter der Prix Lumières, der Patrick-Dewaere-Preis und eine César-Nominierung. Daraufhin verlegte er zusehends seinen Schwerpunkt auf Rollen im Komödienfach wie Léa Fazers Spielfilm Notre univers impitoyable oder LOL (Laughing Out Loud) mit Sophie Marceau (beide 2008).
Parallel zu seiner Karriere im Film und Fernsehen wirkte Quivrin auch als Theaterschauspieler. 2003 war er als Lord Darlington neben Caroline Cellier und Mélanie Doutey in einer Inszenierung von Oscar Wildes Lady Windermeres Fächer unter der Regie von François-Louis Tilly zu sehen. 2008 folgte ein Auftritt in Redjep Mitrovistas Do you love me auf dem Theaterfestival von Avignon.

### Privatleben und früher Tod

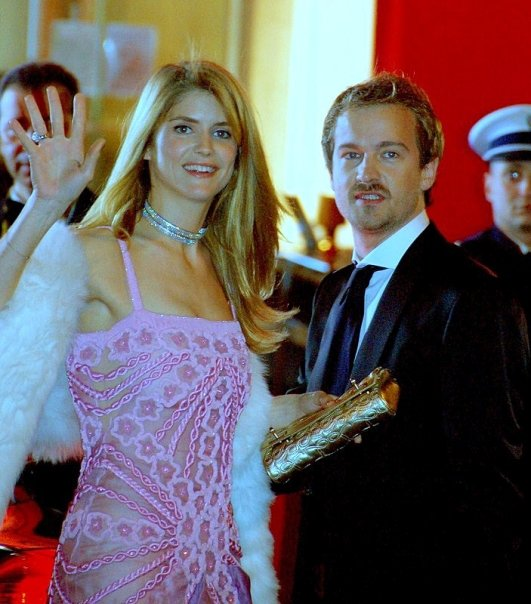
Quivrin mit seiner Lebensgefährtin Alice Taglioni bei der César-Verleihung (2008)

Jocelyn Quivrin war mit der Schauspielerin Alice Taglioni liiert, die er 2004 bei den Dreharbeiten zu Robert Salias Drama Grande Ecole kennengelernt hatte und neben der er auch in den Spielfilmen Notre univers impitoyable und Ca$h (beide 2008) agierte. Als Regisseur setzte er seine Lebensgefährtin – gemeinsam mit Nathalie Baye und Jean-Pierre Cassel – in dem Kurzfilm Acteur (2007) in Szene. Im März 2009 wurde ein gemeinsamer Sohn geboren. In seiner Freizeit begeisterte sich Quivrin schon von Kindheit an für Sportwagen und legte sich im Alter von 20 Jahren ein altes Porsche-Cabriolet zu, später einen Dodge Viper. Im August 2009 kaufte er in Belgien einen Sportwagen vom Typ Ariel Atom. „Es ist ein wunderbares Fahrzeug, um idiotisches mit seinen Kumpeln anzustellen“, so Quivrin in einem Interview mit der Paris Match.
Fast drei Monate später kam Quivrin am Abend des 15. November 2009 im Alter von 30 Jahren bei einem Verkehrsunfall ums Leben. Auf der Fahrt von seinem Haus in Dreux, in Richtung Paris, verlor er auf der A13 auf nasser Fahrbahn die Kontrolle über seinen Ariel Atom und verunglückte am Eingang des Tunnels von Saint-Cloud. Der Schauspieler starb sofort; die Geschwindigkeit wurde mit 97 km/h ermittelt, nachdem man diese weitaus höher eingeschätzt hatte. Es handelte sich um den ersten tödlichen Unfall mit diesem Fahrzeugtyp. Zum Zeitpunkt seines Todes hatte Quivrin an einem Drehbuch für einen Spielfilm gearbeitet, den er 2010 hätte verwirklichen wollen. Dieser sollte von einem jungen Mann handeln, der sich für James Dean hält.
Quivrins Beerdigung fand am 21. November 2009 in der Pariser L’Église Réformée de l’Etoile unter Teilnahme zahlreicher Filmschaffender statt. Der Schauspieler wurde vom französischen Kulturminister Frédéric Mitterrand als „eines der attraktivsten Gesichter des französischen Kinos“ gelobt.

## Filmografie

### Schauspieler (Auswahl)
- 1993: Die Kindheit des Sonnenkönigs (Louis, enfant roi)
- 1995: Hyppolytes Fest (Au petit Marguery)
- 1995: Fiesta
- 1998: Toulouse-Lautrec (Lautrec)
- 1998: Elizabeth
- 1999: Peut-être
- 2000: Julie Lescaut (Fernsehserie, 1 Folge)
- 2001: Rastignac ou les ambitieux (Fernsehfilm)
- 2001: Viel zu jung (Clément)
- 2001: Nana (Fernsehfilm)
- 2002: L’enfant des Lumières (Fernsehfilm)
- 2002: Kommissar Navarro (Navarro, Fernsehserie, 1 Folge)
- 2003: Sans Elle
- 2004: Grande Ecole – Sex ist eine Welt für sich (Grande école)
- 2005: Das Imperium der Wölfe (L’empire des loups)
- 2005: Syriana
- 2007: Jacquou le croquant
- 2007: Jean de La Fontaine – Le défi
- 2007: Les amours d'Astrée et de Céladon
- 2007: 39,90 (99 francs)
- 2007: Deux vies... plus une
- 2008: Ca$h
- 2008: LOL (Laughing Out Loud)
- 2008: Gefallene Engel – Heimliche Spiele 3 (A l’aventure)
- 2009: Incognito
- 2009: La famille Wolberg

### Regie
- 2007: Acteur (Kurzfilm)

## Auszeichnungen
- 2001: Darstellerpreis des Fernsehfestivals von Luchon für Rastignac ou les ambitieux
- 2008: nominiert für den César als Bester Nachwuchsdarsteller für 39,90
- 2008: Étoile d’Or als Bester Nachwuchsdarsteller für 39,90
- 2008: Prix Lumières als Bester Nachwuchsdarsteller für 39,90
- 2008: Patrick-Dewaere-Preis